# Prix Antonio-Feltrinelli
Pour les articles homonymes, voir Feltrinelli.
Le prix Antonio-Feltrinelli est l'une des plus hautes distinctions italiennes, récompensant des personnalités nationales et internationales. Il est décerné depuis 1950 par l'Académie des Lyncéens.

## Origine
L'entrepreneur et artiste Antonio Feltrinelli (it) (1887-1942) lègue à sa mort un fonds destiné à récompenser le travail, l'étude, l'intelligence (« premiare il lavoro, lo studio, l'intelligenza »), dans les domaines des sciences et des arts.
Destiné initialement à la première Académie italienne fasciste, il est dévolu en 1944 à l'Académie des Lyncéens à la suite de sa reconstitution après la Seconde Guerre mondiale.
Le prix est décerné chaque année à une personnalité marquante dans les domaines de l'histoire, des sciences physiques et naturelles, des lettres, des arts, ou de la médecine.
Tous les cinq ans, un prix spécial est décerné également pour une entreprise de valeur morale et humanitaire exceptionnelle.

## Quelques grands noms récompensés

### Personnalités italiennes
Les physiciens Antonio Rostagni (it) et Milla Baldo Ceolin ; les mathématiciens Beppo Levi, Guido De Philippis, Edoardo Vesentini, Francesco Tricomi et Guido Stampacchia ; les poètes Giorgio Caproni, Giovanni Giudici, Mario Luzi, Eugenio Montale, Ferdinando Neri (it), Aldo Palazzeschi, Carlo Betocchi et Andrea Zanzotto ; les sculpteurs Giacomo Manzù et Mirko Basaldella ; les peintres Filippo De Pisis et Carlo Maria Mariani ; le sculpteur Marino Marini ; le chimiste Gino Bozza (it) ; l'orientaliste Maria Teresa Orsi (it) ; les musiciens Lorenzo Perosi, Ildebrando Pizzetti, Giorgio Federico Ghedini, Gian Francesco Malipiero, Luigi Dallapiccola, Goffredo Petrassi, Luciano Berio, Carlo Maria Giulini et Salvatore Sciarrino ; l'historien de l’art Cesare Brandi ; les écrivains Marino Moretti, Primo Levi, Italo Calvino, Emilio Cecchi, Carlo Emilio Gadda, Giorgio Bassani, Anna Banti et Mario Rigoni Stern ; les historiens de l'art Enzo Carli et Carlo Ginzburg ; le cinéaste Michelangelo Antonioni ; le critique littéraire Carlo Ossola, etc.

### Personnalités internationales
Le mathématicien français Jacques Hadamard ; le physicien français Pierre Auger ; le peintre Georges Braque ; le mathématicien britannique Christopher Hacon ; l'écrivain allemand Thomas Mann ; l'historien espagnol Ramón Menéndez Pidal ; le musicien russe naturalisé américain Igor Stravinsky ; le poète britannique W. H. Auden ; le linguiste autrichien Leo Spitzer ; le géologue américain Harry Hess ; l'écrivain américain John Dos Passos ; le poète espagnol Jorge Guillén ; le linguiste russe Roman Jakobson ; le philologue britannique John Chadwick ; le poète américain John Ashbery ; ou encore le neurobiologiste suédois Arvid Carlsson.